# Стинберджен, Мэри
Мэри Нелл Стинберджен (англ. Mary Nell Steenburgen; род. 8 февраля 1953[…], Ньюпорт, Арканзас) — американская актриса, обладательница премий «Оскар» и «Золотой глобус» за роль в фильме «Мелвин и Говард» (1980).

## Карьера
Родилась в семье, имеющей нидерландские, британские, валлийские и шотландские корни. В 1972 году переехала в Нью-Йорк, где начала выступать на театральной сцене. В 1978 году дебютировала в кино, сразу с главной женской роли, в комедийном вестерне «Направляясь на юг», с Джеком Николсоном в главной роли, и за лучший дебют была номинирована на премию «Золотой глобус». В следующем году снялась в фантастическом фильме «Путешествие в машине времени» и за свою роль получила премию «Сатурн» за лучшую женскую роль.
За свою третью кинороль в карьере, в комедии 1980 года «Мелвин и Говард», выиграла премию «Оскар» за лучшую женскую роль второго плана. В 1983 году сыграла главную роль в фильме «Кросс-Крик», а ранее была заметна в фильмах «Рэгтайм» и «Комедия секса в летнюю ночь». После в основном имела успех на телевидении, снимаясь в различных мини-сериалах начиная с середины восьмидесятых.
В 1990 году снялась в фильме «Назад в будущее 3», финальной части трилогии. После у неё были роли второго плана в фильмах «Филадельфия» и «Никсон», а также главная роль в собственном комедийном сериале «Чернила» в 1996—1997 годах, который был закрыт после одного сезона. Также у неё была роль второго плана в сериале «Новая Жанна Д’Арк» в 2003—2005 годах. В 2011 году у неё была небольшая роль в фильме «Прислуга», а в 2012 году она появилась в нескольких эпизодах сериала «Студия 30». В 2014 году было объявлено, что Стинберджен присоединилась к сериалу «Оранжевый — хит сезона» и появится в третьем сезоне, который выйдет в 2015 году. В 2015 году присоединилась к актерскому составу «Последний человек на Земле».
В 2007 году ей сделали небольшую операцию на руке, после которой, по её заверению, у неё проявились музыкальные способности. Она написала 12 песен и отправила их музыкальному юристу. Она использовала псевдоним, и песни в конечном итоге принесли ей контракт на написание песен с Universal Music. Она продолжала развивать свой новый талант в течение следующего десятилетия, и написала песню «Glasgow (No Place Like Home)», которая звучит в конце фильма «Дикая Роза».

## Личная жизнь
Стинберджен вышла замуж за актёра Малкольма Макдауэлла в 1980 году, и у них родилось двое детей. Они развелись в 1990 году, и пять лет спустя она вышла замуж за актёра Теда Денсона.

## Фильмография
| Год       |    | Русское название             | Оригинальное название                   | Роль                                 |
| --------- | -- | ---------------------------- | --------------------------------------- | ------------------------------------ |
| 1978      | ф  | Направляясь на юг            | Goin' south                             | Джулия Тейт/Мун                      |
| 1979      | ф  | Путешествие в машине времени | Time After Time                         | Эми Роббинс                          |
| 1980      | ф  | Мелвин и Говард              | Melvin and Howard                       | Линда Даммар                         |
| 1981      | ф  | Рэгтайм                      | Ragtime                                 | Мать                                 |
| 1982      | ф  | Комедия секса в летнюю ночь  | A Midsummer Night's Sex Comedy          | Эдриан                               |
| 1983      | ф  | Кросс-Крик                   | Cross Creek                             | Марджори Киннан Роулингс             |
| 1985      | ф  | Одно волшебное Рождество     | One Magic Christmas                     | Джини Грэйнджер                      |
| 1987      | ф  | Августовские киты            | The Whales of August                    | молодая Сара                         |
| 1987      | ф  | Смерть зимой                 | Dead Of Winter                          | Джули Роуз / Кэти Макговерн / Эвелин |
| 1989      | ф  | Родители                     | Parenthood                              | Карен Бакмен                         |
| 1990      | ф  | Назад в будущее 3            | Back to the Future 3                    | Клара Клейтон                        |
| 1991—1992 | мс | Назад в будущее              | Back to the Future: The Animated Series | Клара Клейтон                        |
| 1993      | ф  | Филадельфия                  | Philadelphia                            | Белинда Конин                        |
| 1993      | ф  | Что гложет Гилберта Грейпа   | What's Eating Gilbert Grape             | Бэтти Карвер                         |
| 1994      | ф  | Клиффорд                     | Clifford                                | Сара Дэвис                           |
| 1994      | ф  | Луна-понтиак                 | Pontiac Moon                            | Кэтрин Беллами                       |
| 1994      | ф  | Передать по наследству       | It Runs In The Family                   | миссис Паркер                        |
| 1995      | ф  | Моя семья                    | My Family                               | Глория                               |
| 1995      | ф  | Пудра                        | Powder                                  | Джессика «Джей Си» Колдуэлл          |
| 1995      | ф  | Луговая арфа                 | The Grass Harp                          | сестра Айда                          |
| 1995      | ф  | Никсон                       | Nixon                                   | Ханна Милхаус Никсон                 |
| 1996      | тф | Путешествия Гулливера        | Gulliver's Travels                      | Мэри Гулливер                        |
| 2001      | ф  | Жизнь как дом                | Life as a House                         | Коллин Бек                           |
| 2002      | ф  | Чтоб ты сдох                 | Wish You Were Dead                      | Салли                                |
| 2003      | ф  | Лепестки надежды             | Hope Springs                            | Джоан Фишер                          |
| 2003      | ф  | Эльф                         | Elf                                     | Эмили                                |
| 2006      | ф  | Внутренняя империя           | INLAND EMPIRE                           | Посетитель № 2                       |
| 2006      | ф  | Мёртвая девушка              | The Dead Girl                           | Беверли                              |
| 2007      | ф  | Беспомощный                  | Numb                                    | доктор Блейн                         |
| 2008      | ф  | Четыре Рождества             | Four Christmases                        | Мэрилин, мать Кейт                   |
| 2008      | ф  | Сводные братья               | Step Brothers                           | Нэнси Хаф-Добак                      |
| 2009      | ф  | В электрическом тумане       | In the Electric Mist                    | Миссис Робишо                        |
| 2009      | ф  | Предложение                  | The Proposal                            | Грейс Пакстон                        |
| 2010      | ф  | Супруги Морган в бегах       | Did You Hear About the Morgans?         | Эмма                                 |
| 2010      | ф  | Дрянная девчонка             | Dirty Girl                              | Пегги                                |
| 2011      | ф  | Прислуга                     | The Help                                | Элейн Стайн                          |
| 2013      | ф  | Starперцы                    | Last Vegas                              | Диана                                |
| 2015—2016 | с  | Последний человек на земле   | The last man on earth                   | Гейл Клостерман                      |
| 2018      | ф  | Книжный Клуб                 | Book Club                               | Кэрол Колби                          |
| 2020      | ф  | Необыкновенный плейлист Зои  | Zoey's Extraordinary Playlist           | Мэгги Кларк                          |
| 2021      | ф  | Аллея кошмаров               | Nightmare Alley                         | мисс Харрингтон                      |